# MTORC2
mTORC2 (mTOR complex 2) je proteinový komplex tvořený serin/threoninovou kinázou mTOR. Je necitlivý vůči účinkům rapamycinu a reguluje buněčnou proliferaci, migraci a remodelaci cytoskeletu. Samotný komplex se skládá ze sedmi proteinových podjednotek. Katalytickou mTOR podjednotku, DEPTOR (DEP domain containing mTOR-interacting protein), mLST8 (mammalian lethal with sec-13 protein 8, někdy také známou pod názvem GβL) a komplex TTI1/TEL2 lze nalézt jak u mTORC2, tak u mTORC1. RICTOR (Rapamycin-insensitive companion of mTOR), mSIN1 (mammalian stress-activated protein kinase interacting protein 1) a Protor 1/2 (protein observed with rictor 1 and 2) jsou pak pouze součástí mTORC2. Vazba substrátu na mTORC2 je zprostředkována přes Rictor.

## Funkce
Přestože je o mTORC2 známo méně než o mTORC1, bylo zjištěno, že komplex reaguje v odpověď na růstové faktory a má tzv. pro-survival účinek, což znamená že je schopen modulovat buněčný metabolismus aktivací kinázy Akt. Aktivace mTORC2 růstovými faktory probíhá prostřednictvím asociace mTORC2 a ribosomu PI3K dependetním způsobem. Komplex je také důležitý regulátor v procesu organizace aktinového cytoskeletu stimulací F-aktinových vláken, paxillinnu, RhoA, Rac1, Cdc42 a protein kinázy C α (PKCα).
mTORC2 reguluje buněčnou proliferaci a metabolismus. Toto se částečně děje skrze regulaci IGF-IR(Insulin-like growth factor 1 receptor), InsR, Akt/PKB a SGK (serum- and glucocorticoid- induced protein kinase). mTORC2 fosforyluje serin/threoninovou protein kinázu Akt/PKB na serinových zbytcích S473 a S450 a fosforylace těchto serinů stimuluje Akt fosforylaci na threoninovém zbytku T308 pomocí PDK1. Toto vede k plné aktivaci Akt. Oba tyto procesy jsou inhibovány curcuminem, který zamezuje fosforylaci serinu. Aktivita mTORC2 také zřejmě hraje roli v regulaci autofagie(makroautofagie a autofágie zprostředkovaná chaperony). Dále má mTORC2 tyrosin kinázovou aktivitu a fosforyluje IGF-IR a insulinový receptor na tyrosinových zbytcích, konkrétně na Y1131/1136 and Y1146/1151, což vede k aktivaci IGF-IR a InsR.
Kde přesně se mTORC2 v buňkách nachází nebylo dosud dostatečně objasněno. Některé poznatky vycházející z jeho aktivity naznačují umístění na buněčných endomembránách, například na mitochondriální. Další možností je, že by se komplex mohl dodatečně nacházet na plazmatické membráně, ovšem toto může být z důvodu jeho asociace s Akt. Není jasné, zda tyto membrány vykazují mTORC2 aktivitu na buněčné úrovni, nebo jestli jen napomáhají fosforylaci substrátů mTORC2.

## Regulace a signalizace
mTORC2 aktivita podléhá regulaci insulinem, růstovými faktory, sérem a hladinami živin. Komplex byl původně identifikován jako necitlivý k inhibici rapamycinem, protože při bezprostředním vystavení rapamycinu nedochází k ovlivnění jeho aktivity nebo fosforylace Akt. Další studie ale ukázaly, že v případě některých buněčných linií dochází při dlouhotrvajícím vystavení rapamycinu inhibici volného mTOR, a tím pádem i tvorbě nových mTORC2, ovšem k ovlivnění již existujících mTORC2 nedochází. In vivo může dojít k inhibici mTORC2 při dlouhodobém léčebném podávání rapamycinu, a to jak u rakovinných, tak u buněk běžných tkání, jako například v ledvinách nebo v tukové tkáni. Také může docházet k inhibici pomocí mTOR inhibitoru Torin1.
Podobně jako ostatní proteiny, které jsou regulovány prostřednictvím PI3K, má mTORC2 podjednotku mSin1. Ta obsahuje fosfatidylinositol vaznou PH doménu (phosphoinositide-binding PH domain), která je nezbytná pro insulin-dependetní regulaci aktivity mTORC2 a v případě absence insulinu inhibuje katalytickou aktivitu mTORC2. Tato autoinhibice je ukončena vaznou fosfatidylinositolu tvořeného PI3K na plazmatickou membránu. mSin1 podjednotka může být také fosforylována pomocí Akt, což naznačuje existenci pozitivní zpětné vazby, kde částečná aktivace Akt stimuluje aktivaci mTORC2. Komplex poté fosforyluje a plně aktivuje Akt.
Zajímavé je, že mTORC2 signalizace je také regulována komplexem mTORC1 kvůli existenci negativní zpětné vazby mezi mTORC1 a insulin/PI3K signalizací. Grb10 (Growth factor receptor-bound protein 10) je fosforylován, a tím i aktivován právě prostřednictvím mTOR1.
mTORC2 řídí buněčnou proliferaci především přes fosforylaci několika členů AGC (PKA/PKG/PKC) rodiny protein kináz. Komplex reguluje aktinový cytoskeleton prostřednictvím PKC α, ale je schopen fosforylovat i jiné členy PKC rodiny, které mají rozmanité regulační funkce v buněčné migraci a remodelaci cytoskeletu. mTORC2 hraje zásadní roli ve fosforylaci, a tím pádem i v aktivaci Akt, což je důležitá složka v signalizaci aktivované PI3K, a komplex se také podílí na fosforylaci SGK1 a PKC.

## Role v onemocnění
Jelikož hraje mTORC2 důležitou roli v regulaci metabolismu, je možné ho dát do souvislosti s mnoha patologiemi vyskytujícími se u člověka. Chyby v regulaci mTOR signalizace, a to včetně mTORC2, mají vliv na přenos insulinového signálu a tím mohou narušit jeho biologické funkce. To vede k metabolickým poruchám jako je například diabetes mellitus 2. typu. U mnoha typů rakoviny způsobují mutace hyperaktivaci mTORC2 a také lze často nalézt aberantní amplifikace mTORC2 komponent. Na metabolické úrovni stimuluje aktivace mTORC2 děje, které souvisí se změnou glukózového metabolismu v rakovinných buňkách, jinak též známé jako Warburgův efekt. Lipogeneze zprostředkovaná pomocí mTORC2 souvisí s promocí hepatocelulárního karcinomu, a to přes stimulaci syntézy glycerofosfolipidů a sfingolipidů.
mTORC2 dráhy jsou zásadní roli v patogenezi cystické fibrózy, a inhibitory aktivního místa komplexu vykazují potenciál v léčbě této nemoci a i podobných fibrotických onemocnění plic.
Chronická aktivita mTORC2 mít může zapříčinit narušení funkce lysozomů a tak se podílet na onemocnění jménem systémový lupus erythematodes.
Díky studiím využívajícím myši s tkáňově specifickou ztrátou proteinu Rictor a tím pádem inaktivním mTORC2 bylo zjištěno, že mTORC2 je zásadní pro regulaci homeostázy glukosy. Hepatická delece genu pro Rictor způsobí ledvinově specifické narušení mTORC2, což má pak za důsledek glukózovou intoleranci, jaterní insulinovou rezistenci, sníženou jaterní lipogenezi, a u samců sníženou délku života. Tukově specifické (adipose-specific) narušení mTORC2 delecí genu pro Rictor může u mladé myši působit pozitivním efektem, ale u starších myši může vést k steatóze jater.
Při ztrátě genů pro mTORC2/Rictor v kosterním svalstvu dochází ke snížení insulinem stimulovaného vychytávání glukózy, a také k odolnosti vůči vlivu mTOR kinázového inhibitoru na insulinovou resistenci. Toto podtrhuje zásadní roli mTOR v regulaci homeostáze glukózy v tomto typu tkáně. Ztráta mTORC2/Rictoru v beta buňkách pankreatu vede ke snížení jak jejich buněčné hmoty, tak množství jimi sekretovaného insulinu, a také k hyperglykémii a glukózové intoleranci. Aktivita mTORC2 v hypothalamu se u myší zvyšuje s věkem, a delece genu pro Rictor v neuronech hypothalamu v případě myší podporuje obezitu a zkrácení délky života.